# Bethlen Gábor-díj
A Bethlen Gábor-díj a Bethlen Gábor Alapítvány által 1986 óta évente adományozott kitüntetés. A díjhoz tartozó emlékérem Péterfy László alkotása. Az alapítvány a díjjal a magyar szellemiség és szolidaritás olyan, háttérbe szorított személyiségeit tüntette ki elsőként, mint a csángók apostolát Domokos Pál Pétert, a népfőiskolai mozgalom egyik hazai atyját, Újszászy Kálmánt, a híres könyvkiadót Püski Sándort és feleségét. Bethlen-díjjal jutalmazták Borbándi Gyulát és Molnár Józsefet a nyugati magyarság, illetve Szabó T. Attilát és Sütő Andrást Erdély kiemelkedő alkotóit, vagy a magyarság szellemi vezetői közül a '80-as években üldözött Duray Miklóst, Janics Kálmánt, Király Károlyt, Tőkés Lászlót és Matuska Mártont. Kitüntették a Közép-európai népek olyan jeles képviselőit, mint Zbigniew Herbert lengyel költőt, Bohumil Hrabal cseh írót, Veno Taufer szlovén, Juríj Skrobinecz ukrán, Lubomír Feldek és Vojtech Kondrót szlovák költőket, Nedjelko Fabrio horvát írót és másokat is.

## Díjazottak
Prae-Bethlen Gábor-díjasok: még az Alapítvány hivatalos engedélyezése előtt Illyés Gyuláné Kozmutza Flóra adta át e kitüntetést és a vele járó 30 000 Ft-os díjat 1983-ban a szilenciumra ítélt Csoóri Sándornak, 1984-ben Czakó Gábornak, 1985-ben Nagy Gáspárnak.
1986
- Domokos Pál Péter csángó-néprajzkutató (Budapest),

1987
- Zbigniew Herbert lengyel költő (Varsó),
- Király Károly  erdélyi politikus (Marosvásárhely),
- Szabó T. Attila erdélyi nyelvtudós (Kolozsvár, posztumusz)

1988
- Duray Miklós szlovákiai magyar politikus (Pozsony),
- Bohumil Hrabal cseh író (Prága),
- Janics Kálmán  szlovákiai magyar újkortörténész (Vágsellye),
- Ujszászy Kálmán református teológus (Sárospatak)

1989
- Dr. Szeli István délvidéki irodalomtörténész (Újvidék),
- Veno Taufer   szlovén költő (Ljubljana),
- Tőkés László  erdélyi református lelkész (Temesvár),
- Turczel Lajos irodalomtörténész (Pozsony),

1990
- Püski Sándor és Püski Sándorné könyvkiadó (Bp.–New-York–Bp.),
- Sütő András erdélyi magyar író (Marosvásárhely),
- Jurij Skrobinecz ukrán költő (Ungvár, Ukrajna),
- Szilágyi Júlia erdélyi magyar esztéta, Marius Tabacu (megosztva) román műfordító (Kolozsvár)

1991
- Dobos László szlovákiai magyar író (Pozsony),
- Dr. Hajós Ferenc  szlovéniai magyar bíró (Ljubljana),
- Matuska Márton vajdasági újságíró (Szabadka, Délvidék),
- Molnár József  magyar könyv- és lapkiadó (Németország)

1992
- Borbándi Gyula író, kritikus (München),
- Lükő Gábor néprajztudós (Budapest),
- Lubomir Feldek szlovák költő (Bratislava-Pozsony),
- Konrad Sutarski lengyel költő, műfordító (Bp.),

1993
- Nedjeljko Fabrio író, a Horvát Írószövetség elnöke (Zágráb),
- Nagy Árpádné dr. Paksy Ágnes tanár (Szombathely),
- Szőcs Géza költő (Kolozsvár),

1994
- Gazda József író, néprajzkutató (Kovászna, Székelyföld)
- Kató Béla református lelkész (Illyefalva, Székelyföld),
- Koncsol László író, irodalomtört., kritikus (Pozsony),
- Sulyok Vince költő, műfordító (Osló),

1995
- Kiss Ferenc  irodalomtörténész, kritikus (Budapest),
- Lászlóffy Aladár erdélyi költő (Kolozsvár),
- Prof. Dr. Christoph Pan  dél-tiroli jogász-politológus, (Bolzano),

1996
- Erdélyi Zsuzsanna  folklorista (Budapest),
- Markó Béla költő, az RMDSZ elnöke, (Marosvásárhely),
- Szépfalusi István és Szépfalusiné Wanner Márta lelkész, műfordító (Bécs)

1997
- Vojtech Kondrót  szlovák költő, műfordító (Pozsony),
- Szervátiusz Tibor   szobrász (Kolozsvár–Budapest),
- Fülöp G. Dénes és Fülöpné Suba Ilona  református lelkész házaspár (Marosvásárhely),

1998
- Czine Mihály irodalomtörténész (Budapest),
- Krzysztof Czyżewski lengyel kisebbségi-szociológus (Krakkó),
- Gombos Gyula  író (USA-Budapest)

1999
- Tempfli József nagyváradi római katolikus megyéspüspök.

2000
- Benkő Samu történész (Kolozsvár),
- Herczegh Géza jogtudós (Pécs-Hága),
- Sava Babič szerb tudós, műfordító (Belgrád),
- Kovács Andor közgazdász (Bázel, Svájc),
- Szőllőssy Árpád (megosztva)  közgazdász (Bázel, Svájc),

2001
- Kanyar József népművelő (Kaposvár),
- Lezsák Sándor pedagógus, költő (Lakitelek),
- Vári Fábián László költő, (Mezővári, Kárpátalja),

2002
- Csicsery-Rónay István könyvkiadó és író (USA / Budapest),
- Hódi Sándor pszichológus, közíró (Ada, Délvidék),
- Gencso Hrisztozov költő  (Szófia, Bulgária),

Ablonczy László színikritikus, közíró  (Budapest–Párizs),
2003
- Jakubinyi György római katolikus érsek (Gyulafehérvár),
- Vadkerty Katalin történész (Pozsony),

2004
- Nagy Károly egyetemi tanár, az Anyanyelvi Konferencia Társelnöke (USA),
- Zvonimír Mirkonić  költő, esszéista, műfordító (Zágráb, Horvátország),
- II. Rákóczi Ferenc Kárpátaljai Magyar Főiskola (Beregszász, Ukrajna),

2005
- Ilia Mihály egyetemi tanár, a Tiszatáj egykori főszerkesztője (Szeged)
- Vetési László  az erdélyi magyar szórvány lelkésze (Kolozsvár)

2006
- Háromszék c. székelyföldi lap szerkesztősége, (Sepsisztgyörgy)

2007
Az Alapítvány 2007-ben nem ítélt oda Bethlen Gábor-díjat.
2008
- Dr. Erdélyi Géza, felvidéki ref. püspök
- Rózsás János GULAG –ot átélt közíró (Nagykanizsa)

2009
- az Elérhetetlen föld c. antológia költői, a KILENCEK (megosztva) kapták: Győri László, Kiss Benedek, Konczek József, Kovács István, Mezey Katalin, Oláh János, Péntek (Molnár) Imre, Rózsa Endre (1941-1995), Utassy József

2010
- Bohumil Doležal, politológus, közíró (Prága)
- Kányádi Sándor költő (Galambfalva, Székelyföld)
- Für Lajos történész, alapító kurátor,
- Dr. Király Tibor jogtudós, alapító kurátor,

2011
- CSEMADOK, Szlovákiai Magyar Társadalmi és Közművelődési Szövetség
- Somodi István a Szárszó Baráti Kör elnöke

2012
- Sára Sándor operatőr, filmrendező, a Duna televízió alapító elnöke
- Dr. Péntek János magyar nyelvtudós, egyetemi tanár (Kolozsvár)
- Jurij Poljakov író, kritikus, a Lityeraturnaja Gazeta főszerkesztője

2013
- Izsák Balázs mérnök, a Székely Nemzeti Tanács elnöke,
- Bohdan Zadura lengyel költő és műfordító,
- Hámori József akadémikus, professzor a Magyar Örökség-díj Bizottság elnöke

2014
- Egyed Ákos történész, az EME volt elnöke (Kolozsvár).
- Sir Bryan Cartledge történész, angol diplomata, volt nagykövet
- Markus Meckel teológus, az NDK utolsó külügyminisztere, politikus.
- Dr. Zétényi Zsolt ügyvéd, volt parlamenti képviselő.

2015
- Böjte Csaba ofm, ferences szerzetes (Déva).
- Hans Kaiser, a Konrad Adenauer Alapítvány volt magyarországi képv.
- Honismeret folyóirat, a HNF, illetve a Honismereti Szövetség lapja.

2016
- Hitel irodalmi, társadalmi, művészeti folyóirat.
- Dr. Koszorús Ferenc ügyvéd, az AMSZ képv. USA.
- Dr. Barki Éva Mária ügyvéd, magyar érdekvédő (Bécs, Ausztria)

2017
- Csáky Pál író, politikus, Európa Parlamenti képviselő, Pozsony.

2018
- Komlóssy József erdőmérnök, kisebbségi jogvédő politikus, az Európai Nemzetiségek Föderatív Uniójának alelnöke,

2019
- Halzl József gépészmérnök, a Rákóczi Szövetség tiszteletbeli elnöke

2020
- Andrásfalvy Bertalan, néprajzkutató, volt művelődési és közoktatási miniszter

2021
- Bakos István, művelődéskutató, BGA-alapító kurátor (rendkívüli Bethlen Gábor-díj)
- Deák Ernő történész, közösségi vezető, szerkesztő és a Bécsi Napló.

2022
- Szijártó István, az irodalomtudomány kandidátusa, a Százak Tanácsa elnöke